# A Wilful Colleen's Way
A Wilful Colleen's Way è un cortometraggio muto del 1913. Non si conosce il nome del regista del film, scritto da  Richard Neill e prodotto dalla Edison.

## Produzione
Il film fu prodotto dalla Edison Company.

## Distribuzione
Distribuito dalla General Film Company, il film - un cortometraggio in una bobina - uscì nelle sale cinematografiche degli Stati Uniti il 7 ottobre 1913.